# Dansiea grandiflora
Dansiea grandiflora är en tvåhjärtbladig växtart som beskrevs av L. Pedley. Dansiea grandiflora ingår i släktet Dansiea och familjen Combretaceae. Inga underarter finns listade i Catalogue of Life.